# Avgust Andrej Bucik
Avgust Andrej Bucik, slovenski slikar, * 22. avgust 1887, Trst, † 30. junij, 1951, Trst.

## Življenje in delo
Njegov rod izvira iz Avč. Po končani ljudski šoli se je 1899 vpisal na realko v Gorici, kamor se je družina preselila po očetovi smrti. Na Dunaju se je 1913 najprej vpisal na gradbeni oddelek tehniške visoke šole ter kasneje vstopil v zasebno šolo in nato v umetniško akademijo, ki pa je ni končal. Kmalu po izbruhu 1. svetovne vojne je bil vpoklican kot rezervni častnik in moral na rusko fronto, kjer pa je bil zajet in poslan v ujetništvo. Leta 1919 se je z ladjo preko Singapurja vrnil v Trst.
V šolskem letu 1919/1920 je poučeval risanje na realki v Idriji, 1921-1922 živel večinoma na Dunaju, do 1934 popotoval po večjih mestih Evrope in Afrike. Od 1934 je živel v Ljubljani in Mariboru. Udeležil se je razstave leta 1909 v Jakopičevem paviljonu, priredil leta 1923 v Ljubljani s kiparjem Dolinarjem lastno razstavo. Ustvarjal je zlasti ženske portrete v pastelu in olju.